# Ressaca
Ressaca é um conjunto de sintomas fisiológicos e psicológicos desagradáveis que se manifesta após a ingestão excessiva de bebidas alcoólicas. As ressacas podem durar de algumas horas a mais de 24 horas. Os sintomas mais comuns são dores de cabeça, sonolência, dificuldade de concentração, boca seca, tonturas, fadiga, desconforto gastrointestinal (incluindo vómitos e diarreia), ausência de fome, sensibilidade à luz, humor depressivo, suores, náuseas, hiperexcitação, irritabilidade e ataques de ansiedade.
Embora as causas da ressaca não sejam totalmente compreendidas, sabe-se que estão envolvidos vários fatores, como acumulação de acetaldeído, alterações no sistema imunitário e no metabolismo da glicose, desidratação, acidose metabólica, perturbações na síntese de prostaglandina, aumento do débito cardíaco, vasodilatação, privação de sono e desnutrição. Alguns aditivos e subprodutos de determinadas bebidas também têm um papel importante. Os sintomas começam-se geralmente a manifestar depois de passarem os efeitos da intoxicação alcoólica, na maior parte dos casos na manhã seguinte a uma noite de elevado consumo de álcool.
Embora seja comum a existência de diversas curas populares, não existem evidências de que alguma seja eficaz na prevenção ou tratamento da ressaca alcóolica. A forma mais eficaz de prevenir uma ressaca é evitar o consumo de álcool ou beber com moderação. Entre as consequências sócio-económicas e os riscos para a saúde das ressacas estão o absentismo laboral, diminuição do desempenho e da produtividade e maus resultados escolares. Uma ressaca pode também prejudicar o desempenho ao realizar atividades potencialmente perigosas, como ao conduzir um automóvel ou operar maquinaria pesada.